# Eilema albidella
Eilema albidella là một loài bướm đêm thuộc phân họ Arctiinae, họ Erebidae.